# 萨尔也木勒牧场
萨尔也木勒牧场，是中华人民共和国新疆维吾尔自治区塔城地区额敏县下辖的一个乡镇级行政单位。

## 行政区划
萨尔也木勒牧场下辖以下地区：
新褐村、哈拉苏村、牧业一队、牧业二队、牧业三队和萨尔也木勒村。